# Norbert Brackmann

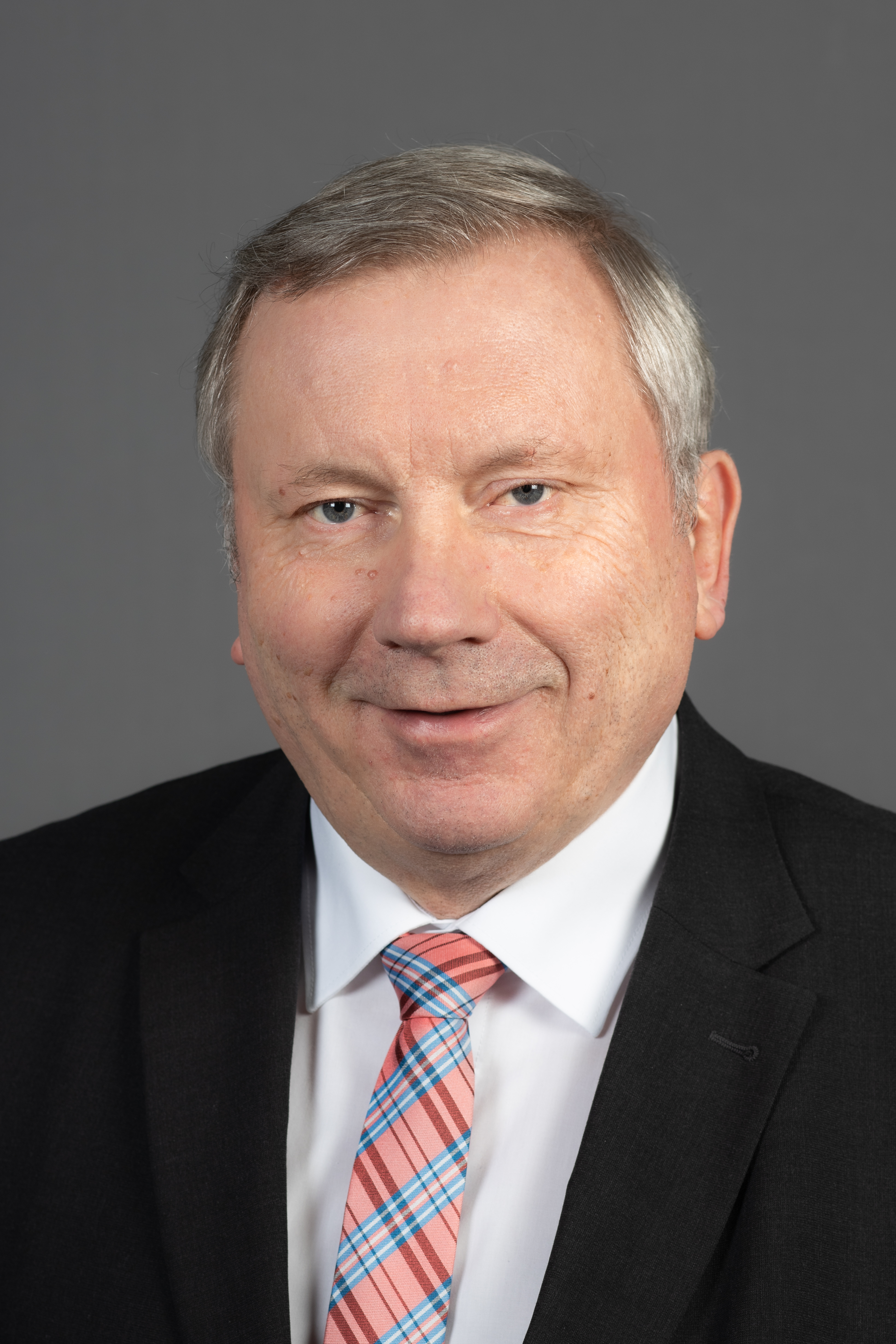
Norbert Brackmann (2020)

Norbert Brackmann (* 30. August 1954 in Lauenburg) ist ein deutscher Politiker (CDU) und Jurist. Er war von 2009 bis 2021 Mitglied des Deutschen Bundestages und von 2018 bis 2021 Koordinator der Bundesregierung für die maritime Wirtschaft.

## Leben
Norbert Brackmann absolvierte im Jahr 1973 das Abitur an der Lauenburgischen Gelehrtenschule in Ratzeburg. Anschließend verpflichtete er sich als Zeitsoldat für zwei Jahre, in dessen letzter Verwendung er Zugführer einer Instandsetzungskompanie war. Von 1975 an studierte er Rechtswissenschaft an der Christian-Albrechts-Universität zu Kiel, das er 1979 mit dem ersten Staatsexamen beendete. Nach Ableistung des Referendariats legte er 1982 auch das zweite juristische Staatsexamen ab. Von August 1977 bis August 1981 war er Wahlkreisassistent des damaligen Bundestagsabgeordneten Olaf Baron von Wrangel.
Seit 1982 war Brackmann beim NDR in Hamburg tätig. Zunächst als Referent des Programmdirektors Hörfunk, von 1985 bis 2000 als Abteilungsleiter Sendeleitung Hörfunk. Ab 2000 leitete er den Bereich Neue Medien, den er zuvor als Stabsstelle des Intendanten aufbaute. In dieser Funktion war er verantwortlich für die Internet- und Videotextangebote des NDR, die ARD Gemeinschaftseinrichtung tagesschau.de sowie das Intranet des NDR. Mit der Wahl zum Deutschen Bundestag ist er beurlaubt.
Norbert Brackmann war Mitbegründer der im Jahr 2000 gegründeten Digitalradio Nord GmbH und bis 2010 einer ihrer Geschäftsführer.
Norbert Brackmann ist katholisch, verheiratet und Vater zweier erwachsener Söhne. Sein Sohn Thorben ist seit 2023 Bürgermeister von Lauenburg/Elbe.

## Politik

### Kommunalpolitik
Norbert Brackmann ist seit 1975 im Kreis Herzogtum Lauenburg kommunalpolitisch aktiv. Seit Mai 1978 ist er ohne Unterbrechung als Abgeordneter im Lauenburgischen Kreistag vertreten. Von 1986 bis 1990 und seit 1998 ist er Fraktionsvorsitzender der CDU-Kreistagsfraktion. Von 1990 bis 1994 war Brackmann zwischenzeitlich Kreispräsident. In dieser Funktion war er 1992 auch in die Enquete-Kommission des Schleswig-Holsteinischen Landtages zur Kommunalen Verfassungsreform bestellt, dessen stellvertretender Vorsitzender er war.

### Bundespolitik
Mit der Wahl zum Deutschen Bundestag 2009 ist Norbert Brackmann auch bundespolitisch tätig. Er war in der ersten Legislaturperiode Mitglied im Haushaltsausschuss des Deutschen Bundestages und da Berichterstatter für den Etat des Bundesministeriums der Finanzen sowie den Haushaltsplan der Bundesanstalt für Immobilienaufgaben.
Nach der Bundestagswahl 2013 wurde Brackmann erneut Mitglied im Haushaltsausschuss und war weiterhin Berichterstatter für den Etat des Bundesfinanzministeriums sowie der Bundesanstalt. Damit war er auch stellvertretendes Mitglied im Finanzausschuss. In dieser Funktion wurde er vom Bundesfinanzminister zum stellvertretenden Vorsitzenden des Verwaltungsrates der Bundesanstalt für Immobilienaufgaben bestellt. Darüber hinaus wurde er Vorsitzender des Bundesfinanzierungsgremiums des Haushaltsausschusses sowie Mitglied im Rechnungsprüfungsausschuss. Anfang 2015 wurde Brackmann von der Arbeitsgruppe Haushalt der CDU/CSU-Bundestagsfraktion zum Obmann und stellvertretenden haushaltspolitischen Sprecher gewählt. Mit der Wahl erfolgte auch ein Wechsel in der Berichterstattung. Fortan war Brackmann Berichterstatter für den Etat des Bundesministeriums für Verkehr und digitale Infrastruktur. In dieser Funktion gestaltete er u. a. die Gesetzesreform zur Gründung einer Autobahngesellschaft.
Nach Bundestagswahl 2017 wurde Brackmann erneut Mitglied im Haushaltsausschuss, Obmann der CDU/CSU-Fraktion im Haushaltsausschuss sowie Berichterstatter für den Etat des Bundesverkehrsministeriums. Zugleich wurde er von den Mitgliedern des Haushaltsausschusses zum Vorsitzenden des Rechnungsprüfungsausschusses gewählt, nachdem die CDU/CSU-Fraktion den Posten für sich reklamiert hatte.
Von April 2018 bis Dezember 2021 war Brackmann der Koordinator der Bundesregierung für die maritime Wirtschaft im Bundesministerium für Wirtschaft und Energie.
Im Mai 2020 kündigte er an, bei der Wahl zum 20. Deutschen Bundestag nicht erneut kandidieren zu wollen.

## Ehrenamt
Norbert Brackmann ist seit 1968 Mitglied der Deutschen Lebens-Rettungs-Gesellschaft e. V. sowie seit 1991 Vorsitzender des Aufsichtsrates der Raiffeisenbank Lauenburg e.G.
Darüber hinaus ist Brackmann seit 1975 ehrenamtlich tätig im CDU-Kreisvorstand.
Norbert Brackmann ist seit 1998 Organisatorischer Leiter Rettungsdienst des Kreises Herzogtum Lauenburg.
Zudem war er in den Jahren 2012 bis 2022 ehrenamtlicher Vorstandsvorsitzender des Fördervereins der Otto von Bismarck Stiftung e. V. in Friedrichsruh. Seit 2022 ist er Vorsitzender der Otto-von-Bismarck-Stiftung.
Brackmann ist Mitglied der überparteilichen Europa-Union Deutschland, die sich für ein föderales Europa und den europäischen Einigungsprozess einsetzt.

## Ehrungen und Auszeichnungen
- Oktober 1993: Verleihung der Freiherr vom Stein Gedenkmedaille durch den Innenminister des Landes Schleswig-Holstein
- Februar 2003: Einsatzmedaille Fluthilfe 2002.
- Februar 2003: Verdienstabzeichen in Gold mit Brillant verliehen durch den Präsidenten der DLRG auf Bundesebene
- November 2013: Einsatzmedaille Fluthilfe 2013.